# Passo da caixa
Box step (literalmente passo da caixa) é um passo básico de dança que leva o nome do padrão estético que o movimento dos pés criam no chão, que é o de um quadrado ou caixa. É usado em várias danças de salão de estilo americano: rumba, valsa, foxtrot de nível bronze. Embora possa ser realizado individualmente, geralmente é feito com um parceiro. Na competição de dança de padrão internacional, há uma etapa semelhante chamada mudança fechada.
Em um exemplo típico, o líder começa com o pé esquerdo e prossegue da seguinte maneira.
- Primeira meia-caixa: frente-lado-junto
- Segunda meia-caixa: avesso-junto

Cada passo é com transferência de peso total.
O ritmo varia. Por exemplo, é "1-2-3, 4-5-6" na valsa e "lento rápido rápido, lento rápido rápido" na rumba.

Passo da caixa em rumba e caixa esquerda em valsa.

## Na valsa
Para a caixa da esquerda, o líder começa com os pés fechados. No tempo 1 ele dá um passo à frente com o pé esquerdo, depois dá um passo para o lado com o pé direito no 2, fecha o pé esquerdo com o pé direito no 3; dá um passo para trás com o pé direito no 4, para o lado com o pé esquerdo no 5 e fecha o pé direito com o pé esquerdo no 6. Durante o segundo e o quinto passo, o pé deve percorrer os dois lados da caixa, em vez de sua diagonal.
A seguidora também começa com os pés fechados. No tempo 1 ela dá um passo para trás com o pé direito, depois dá um passo para o lado com o pé esquerdo no 2, fecha o pé direito com o pé esquerdo no 3; dá um passo à frente com o pé esquerdo no 4, para o lado com o pé direito no 5, e fecha o pé esquerdo no pé direito no 6.
A caixa da direita consiste nas mesmas etapas apenas espelhadas, ou seja, os pés esquerdo e direito são trocados tanto para o líder quanto para o seguidor.

## Na cultura popular
Esta dança foi apresentada em um episódio de Curious George chamado "School of Dance". George primeiro viu os Renkins fazendo isso, depois ensinou a Bill, aos Quints, ao Homem do Chapéu Amarelo e a Allie.